# 華蓋四
仙后座31，又名BD+68 77，HD 6829、SAO 11612、HR 336，是仙后座的一颗恒星，视星等为5.29，位于銀經124.68，銀緯5.97，其B1900.0坐标为赤經1h 3m 53.1s，赤緯+68° 5.97′ 47″。